# Совка Трейчке
Совка Трейчке (лат. Pyrrhia treitschkei) — ночная бабочка из семейства совок. Видовое название дано в честь немецко-австрийского лепидоптеролога Фридриха Трейчке (Treitschke).

## Описание
Размах крыльев — 26—32 мм. На передних крыльях основной фон розово-жёлтый. По нему проходят розовые поперечные срединная и подкраевая полосы и линии. Задние крылья розовато-желтого цвета с тёмными жилками и наружным краем. Кайма на обеих крыльях пятнистая с промежутками розового и жёлтого цвета.

## Ареал
Балканский полуостров, Кавказ, Малая и Передняя Азия (Турция, Сирия, Иран, Израиль, Армения). Встречается также в горном Крыму. Численность незначительная. Встречаются единичные особи.

## Биология
Встречается в травянистых биотопах на горных склонах и яйлах до высоты 800 м н. у. м. В год развивается в одном поколении. Бабочки летают в июне. Гусеницы питаются на мелиссе и Scutellaria peregrina.

## Замечания по охране
Занесена в Красную книгу Украины как редкий вид.